# Arto Tolsa Areena
Het Arto Tolsa Areena is een multifunctioneel stadion in Kotka, een stad in Finland. Het stadion is vernoemd naar Arto Tolsa (1945–1989), hij werd geboren in Kotka en was een aantal keer Fins voetballer van het jaar. Tot 2006 heette dit stadion Kotkan urheilukeskus.
In het stadion is plaats voor 4.780 toeschouwers. Het stadion werd geopend in 1952. In dat jaar werden de Olympische Spelen door Finland georganiseerd en ook dit stadion werd voor dat toernooi gebruikt. Het werd gerenoveerd in 2000, 2006 en 2015. Het stadion wordt vooral gebruikt voor voetbalwedstrijden, de voetbalclub KTP Kotka maakt gebruik van dit stadion. 

## Interlands
| Voetbalinterlands | Voetbalinterlands | Voetbalinterlands       | Voetbalinterlands | Voetbalinterlands    | Voetbalinterlands |
| №                 | Datum             | Wedstrijd               | Uitslag           | Competitie           | Toeschouwers      |
| ----------------- | ----------------- | ----------------------- | ----------------- | -------------------- | ----------------- |
| 1                 | 15 juli 1952      | Bulgarije – Sovjet-Unie | 1–2               | Olympische Spelen    | 10.637            |
| 2                 | 20 juli 1952      | Brazilië – Luxemburg    | 2–1               | Olympische Spelen    | 6.776             |
| 3                 | 24 juli 1952      | Hongarije – Turkije     | 7–1               | Olympische Spelen    | 4.743             |
| 4                 | 7 juni 1979       | Finland – Denemarken    | 4–1               | Olympische Spelen    | 3.581             |
| 5                 | 2 september 1981  | Finland – Albanië       | 2–1               | WK 1982 kwalificatie | 6.830             |
| 6                 | 30 oktober 1996   | Finland – Estland       | 2–2               | Vriendschappelijk    | 925               |